# Dark the Suns
Dark the Suns (engl. für ,Verdunkelt die Sonnen‘) ist eine finnische Gothic-Metal-Band, die von 2005 bis 2013 und seit 2020 aktiv ist. Seit der Gründung veröffentlichte die Band vier Alben.

## Bandgeschichte
Ursprünglich wurde Dark the Suns als Solo-Projekt Ojalas gegründet, der um das Jahr 2005 herum in der finnischen Stadt und seiner damaligen Heimat Valkeakoski mit dem Schreiben und Aufnehmen erster Songs begann, welches in einer ersten Demo endete. Mit dieser Demo wurden bereits schon lokale Medien auf das Projekt aufmerksam. Darunter das Inferno Magazin, welches die Demo als „Demo des Monats“ kürte. Anschließend zog Ojala in die Stadt Jyväskylä. Dort entwickelte sich das Projekt mit dem Beitritt weiterer Musiker in eine vollständige Band. Mit einer weiteren darauffolgenden Demoaufnahme wurde das Label Firebox Records auf die Band aufmerksam und wenig später unterzeichneten Dark the Suns einen Vertrag bei diesem. 2007 wurde unter Firebox Records dann das Debütalbum In Darkness Comes Beauty veröffentlicht, welches von der Fachpresse überwiegend als sehr monoton und austauschbar wahrgenommen wurde. Darauf folgte im Herbst 2008 die Mini-CD The Dead End, welche es in den finnischen Singlecharts bis auf Platz 16 schaffte. Die, von Arttu Sarvanne gemixte und Mika Jussila gemasterte Mini-CD beinhaltet neben zwei neuen Songs der Band mit Episode 666 auch ein In-Flames- und mit When Love And Death Embrace ein HIM-Cover. Noch während der Veröffentlichung dieser Mcd nahmen Dark the Suns bereits ihr zweites Studioalbum auf. Diese Aufnahmen fanden in den Watercastle Studios statt und endeten dann mit dem Album All Ends In Silence, welches gegen Ende Mai des Jahres 2009 ebenfalls unter Firebox Records, veröffentlicht wurde. Zuvor erschienen jedoch mit Rimed With Frost und Everlasting noch zwei Single-Auskopplungen.
Das nächste Album Sleepwalking In A Nightmare, welches im November 2010 unter Firebox Records erschien, und 2012 durch Metalhit für die USA wieder veröffentlicht wurde, stellte sich als die letzte Veröffentlichung der Band vor der vorläufigen Auflösung heraus. Im Frühjahr 2013 gab die Band dann nämlich ihre Auflösung bekannt. Bis zum Jahr 2020 blieb es ruhig um die Band. Während dieser Zeit schrieben Mikko und Inka Ojala jedoch weiter an neuer Musik, die kurz nach der Bekanntgabe, dass Dark the Suns fortan als Duo weiterarbeitet, auf dem Album Suru Raivosi Sydämeni Pimeydessä via Inverse Records veröffentlicht wurde.
Im März des folgenden Jahres kündigten Dark the Suns mit der Veröffentlichung der Single Kun Aallot Kallioihin Murtuu ihr fünftes Studioalbum an.

## Stilistische Einordnung und Rezensionen
Rezensenten ordnen Dark the Suns einer Mischung aus Melodic Death Metal, Dark Metal und Gothic Metal zu. Als häufige Vergleiche werden Insomnium, Dark Tranquillity oder Sentenced aufgeführt, was vor allem auf die Gitarrenarbeit und den Einsatz von Synthesizern zurückzuführen ist. Diese begleiten nahezu durchgehend dominant die schweren Gitarrenriffs mit atmosphärischen Klavierklängen. Dadurch wirke die Musik der Band laut eines Kritikers des Powermetal.de-Magazins wie ein einziges flauschiges Wollknäul und sei sehr austauschbar. Das Metal.de-Webzine hingegen bezeichnet das Album als zwar nicht Innovativ, aber verwerte das Konzept dennoch souverän, sodass es den Hörer überzeugt und fesselt. Vor allem die Gitarren und der Gesang, welcher zwischen Growling, Klargesang und geflüsterten Passagen wechselt, werden gelobt.

## Diskografie
- 2007: In Darkness Comes Beauty (Album)
- 2008: The Dead End (EP)
- 2009: All Ends in Silence (Album)
- 2010: Sleepwalking in a Nightmare (Album)
- 2015: Life Eternal (Compilation)
- 2021: Suru Raivosi Sydämeni Pimeydessä (Album)